# Nattsjön, Lappland
Nattsjön är en sjö i Vilhelmina kommun i Lappland och ingår i Ångermanälvens huvudavrinningsområde. Sjön har en area på 0,328 kvadratkilometer och ligger 507,2 meter över havet.

## Delavrinningsområde
Nattsjön ingår i det delavrinningsområde (721219-151627) som SMHI kallar för Utloppet av Nattsjön. Medelhöjden är 575 meter över havet och ytan är 10,36 kvadratkilometer. Räknas de 2 avrinningsområdena uppströms in blir den ackumulerade arean 14,89 kvadratkilometer. Vattendraget som avvattnar avrinningsområdet har biflödesordning 3, vilket innebär att vattnet flödar genom totalt 3 vattendrag innan det når havet efter 377 kilometer. Avrinningsområdet består mestadels av skog (89 procent). Avrinningsområdet har 0,33 kvadratkilometer vattenytor vilket ger det en sjöprocent på 3,1 procent.